# Harry Cooper
Harry « Buck » Cooper est un joueur international de soccer américain qui évoluait au poste d'ailier. Il fut sélectionné à deux reprises en équipe nationale, inscrivant un but.

## Biographie

### Parcours en club
En 1914, Cooper joue pour les Philadelphia Ranger. En 1915, il se dirige vers le Peabody F.C., à Philadelphie puis le club le libère le 8 janvier 1916 et il rejoint alors les Continentals FC qui évoluent en New York State Amateur Foot Ball League.
Cette même année, il change d'équipe et intègre le New York Field Club qui évolue dans un championnat semi-professionnel, la National Association Football League. En 1919, il joue sous le maillot du Paterson FC.
En 1920, Cooper continue sa carrière avec le club d'Erie A.A. pour une seule saison car l'année suivante, le New York Field Club devient un membre inaugural du championnat professionnel de l'American Soccer League et il participe à l'aventure pendant deux saisons. Lors de la saison 1924-1925, il évolue avec les Newark Skeeters.

### Sélection internationale
Le 21 août 1916, l'équipe des États-Unis de soccer joue son premier match international officiel avec une victoire 3-2 sur la Suède en terres scandinaves. Cooper inscrit alors le second but américain grâce à une course sur le flanc gauche. Sa seconde et dernière sélection intervient le 3 septembre 1916 à l'occasion d'une rencontre contre la Norvège qui se solde par un score de 1-1.